# Centrobranchus andreae
Centrobranchus andreae är en fiskart som först beskrevs av Christian Frederik Lütken 1892.  Centrobranchus andreae ingår i släktet Centrobranchus och familjen prickfiskar. Inga underarter finns listade i Catalogue of Life.